# Грешилов, Анатолий Антонович
Анатолий Антонович Грешилов (19 марта 1939 — Долгоруковский район Курской области — 3 марта 2023, Клязьма (Пушкино) Московской области) — советский и российский учёный, специалист в области ядерной физики и радиационной безопасности, математического моделирования и конфлюэнтного анализа, доктор технических наук, профессор кафедры «Высшая математика» Московский государственный технический университет имени Н. Э. Баумана. Автор более 200 научных работ, в том числе более 30 монографий и 30 авторских свидетельств и патентов. Студентами МГТУ признан одним из лучших преподавателей, удостоен почётного звания ветерана труда Российской Федерации и ветерана труда МГТУ.

## Биография
Анатолий Антонович Грешилов родился 19 марта 1939 года в Долгоруковском районе Курской области. Среднее образование получил в школе посёлка Дьяконово. Родители — Антон Гаврилович Грешилов и Александра Тимофеевна Грешилова (урождённая Скрябина).
В 1963 году женился на Галине Егоровне Грешиловой (урождённой Полетаевой), которая скончалась в 1997 году.

#### Образование и годы работы
В 1964 году окончил Московский инженерно-физический институт (МИФИ), факультет экспериментальной и теоретической физики. После окончания аспирантуры работал в МИФИ, затем в научно-исследовательском институте импульсной техники. С 1964 по 1977 год являлся непосредственным участником испытаний ядерного оружия на Семипалатинском и Новоземельском испытательных полигонах.
В 1967—1968 годах предложил и обосновал метод определения параметров ядерных зарядов по газообразным продуктам деления — изотопам криптона и ксенона, востребованный для обнаружения запрещённых ядерных взрывов. В 1968 году разработал оригинальный способ измерения активности изотопа ксенона-133 в естественных смесях по его характеристическому рентгеновскому излучению. Является победителем международного конкурса, объявленного правительством США, по разработке методов обнаружения тайно проведённых ядерных взрывов.
С 1977 по 1987 год руководил лабораторией в Центральном научно-исследовательском институте связи в Москве. В 1980-х годах под руководством Грешилова была разработана методика построения прогнозов и расчёта пятилетних планов для отрасли «связь». В 1987 году перешёл на преподавательскую работу в МВТУ им. Баумана (ныне МГТУ им. Н. Э. Баумана), где работал профессором на кафедре высшей математики и заведующим кафедрой исследования операций до пенсии.
Грешилов внёс вклад в разработку методов учёта погрешностей всех исходных данных (конфлюэнтный анализ) и решения некорректных задач. Последние годы он уделял большое внимание написанию и выпуску книг по математике. Он был одним из первых авторов, которые не только описывали математические методы, но и разрабатывали соответствующие программные продукты. Эти программы, предназначенные для решения задач, изложенных в книгах, были включены в качестве дополнительных материалов, что сделало процесс обучения более интерактивным и практичным.
Кроме того, в соавторстве с Н. Д. Егуповым и А. М. Матущенко Анатолий Антонович Грешилов написал монографию «Ядерный щит», в которой рассказывается о реальной истории создания атомного оружия и становления атомной промышленности в Советском Союзе. Книга приобрела большую популярность и была высоко оценена как специалистами, так и широкой аудиторией. Он также является одним из авторов-составителей книги «Меч и щит России. Ракетно-ядерное оружие и системы противоракетной обороны» / ред. Яшин Ю. А., Красковский В. М., Чобанян В. А. [и др.].
До 2021 года работал профессором кафедры «Высшая математика» МГТУ им. Н. Э. Баумана, после чего вышел на пенсию.
Анатолий Антонович Грешилов скончался 3 марта 2023 года в посёлке Клязьма Московской области.

#### Образовательный «нестандарт»
Анатолий Антонович Грешилов был признан одним из лучших преподавателей студентами МГТУ, поскольку его целью было повышение мотивации студентов и развитие их независимого мышления. 

## Научная деятельность

#### Ядерная физика и радиационная безопасность
- Разработка методов определения параметров ядерных зарядов по изотопам криптона и ксенона из газообразных продуктов деления.
- Способ измерения активности ксенона-133 на основе анализа характеристического рентгеновского излучения.
- Труды Грешилова используются при мониторинге и обнаружении тайных ядерных взрывов в рамках международных соглашений по нераспространению ядерного оружия.

#### Математическое моделирование и некорректные задачи
- Предложены методы конфлюэнтного анализа для учёта погрешностей исходных данных в статистике и при обработке результатов экспериментов.[5]
- Разработаны алгоритмы решения некорректных задач в математической физике, распознавании образов, прогнозировании и ряде других технических приложений.

#### Пеленгация и радиоэлектроника
- Предложены методы пассивной пеленгации радиоизлучения, позволяющие повысить точность и сократить время определения координат источника.
- Разработаны способы многосигнальной пеленгации на одной частоте для круговых антенных систем.

#### Прогнозирование и планирование
- В 1980-х годах руководил созданием методики расчёта пятилетних планов для отрасли «связь».
- Активно занимался математическим моделированием, статистическим анализом и разработкой обучающих компьютерных пособий.

## Публикации и патенты
Анатолий Антонович Грешилов опубликовал свыше 200 научных работ, в том числе более 30 монографий и получил свыше 30 авторских свидетельств и патентов.

#### Избранные монографии
1. «Продукты мгновенного деления U235, U238, U239 в интервале 0–1 ч.: Справочник» / А.А. Грешилов, В.М. Колобашкин, С.И. Дементьев. — Москва: Атомиздат, 1969.
2. Диссертация: «Разработка методов анализа динамических систем, основанных на стохастических параметрических моделях с погрешностями в координатах» : 05. 13. 01 : дис... дтн / Грешилов А. А. ; Центр. НИИ связи. - М., 1983.
3. «Прикладные задачи математического программирования». Учебное пособие для студентов высших технических учебных заведений: Москва: Изд-во МГТУ, 1990 (Pdf-Fax-3.7M) Издание 2006 года.
4. «Анализ и синтез стохастических систем» / А.А. Грешилов. — 1990.
5. «Как принять наилучшее решение в реальных условиях» / А.А. Грешилов. — М.: Радио и связь, 1991. — 320 с.  ISBN  5-256-00729-7
6. «Математические методы построения прогнозов». — М.: Радио и связь, 1997. — 112 с.
7. «Статистические методы принятия решений с элементами конфлюэнтного анализа». — М.: Радио и связь, 1998. — 112 с. — ISBN 5-256-01420-X
8. «Статистические задачи распознавания образов с элементами конфлюэнтного анализа». — М.: Изд. МГТУ им. Н. Э. Баумана, 1996. — 52 с.
9. «Математические методы принятия решений» (2-е изд., доп.). — М.: Изд. МГТУ им. Н. Э. Баумана, 2014. — 40,5 п.л. — ISBN 5-7038-2893-7
10. «Компьют ерные обучающие пособия для решения задач математической статистики и математического программирования» (2-е изд., доп.). — М.: Изд-во МГТУ им. Н. Э. Баумана, 2013. — 13,5 п.л.
11. «Некорректные задачи цифровой обработки информации и сигналов» / А.А. Грешилов. — М. : Радио и связь, 1984. - 160 с.
12. «Зачем Бог сотворил человека? Анализ некоторых библейских сюжетов средствами современной науки» / Грешилов А. А. - М. : Радио и связь, 2000. - 16 с. - Библиогр. в конце брош. - ISBN 5-256-01555-9.
13. «Ядерный щит» / А.А. Грешилов, А.М. Матущенко, Н.Д. Егупов. — М.: Логос, 2008. — 421 с. — ISBN 978-5-98704-272-0
14. «Меч и щит России. Ракетно-ядерное оружие и системы противоракетной обороны» // ред. Яшин Ю. А., Красковский В. М., Чобанян В. А. [и др.] ; рецензент Черток Б. Е., Зеленцов В. В. - Калуга : Калуга-пресс, 2007. - 620 с. : ил. - Библиогр.: с. 600-612. - ISBN 978-5-9900905-1-4.
15. «Дифференциальные уравнения первого порядка : метод. указания по курсу "Высшая математика"» // Белова Т. И., Грешилов А. А., Пелевина А. Ф. ; ред. Пелевина А. Ф. - М. : Изд-во МГТУ им. Н. Э. Баумана, 1989. - 32 с. : ил. - ISBN 5-7038-0193-1.

#### Избранные статьи (1980-е – 1990-е)
1. Грешилов А.А., Коньков В.Г., Квяткевич В.А. и др. «Оценка вектора состояния системы методами конфлюэнтного анализа». // Известия вузов. Приборостроение, т. XXIX, № 12, 1986, с. 13–17.
2. Грешилов А.А., Коньков В.Г., Квяткевич В.А. «О статистической линеаризации нелинейности методом конфлюэнтного анализа». // Известия вузов. Приборостроение, т. XXXII, № 12, 1989, с. 3–8.
3. Грешилов А. А., Дубровин В. М., Проценко П. А. «Об учете неопределенности значений факторов в планировании эксперимента. Вероятностно-статистическая оценка несущей способности цилиндрической оболочки при длительном нагружении» //Планирование и оценка результатов эксперимента / ред. Карташов Г. Д. - М., 1990. - (Труды / МГТУ им. Н. Э. Баумана ; № 544). c. 56-83
4. Грешилов А.А., Стакун В.А., Стакун А.А. «Учет погрешностей наблюдений признаков объектов в задачах распознавания образов». // Зарубежная радиоэлектроника, 1996, № 11, с. 67–72.
5. Грешилов А.А., Стакун В.А., Стакун А.А. «Статистический метод принятия решений и распознавания образов при соизмеримых разности значений признаков объектов и погрешности измерений признаков». // Радиотехника, 1999, № 8, с. 9–16.

#### Избранные статьи (2007–2016)
1. «О пеленгации источников излучений» // Грешилов А. А., Назаренко Б. П., Плохута П. А. // Вестник МГТУ им. Н. Э. Баумана. Сер. Естественные науки. - 2007. - № 3, c. 3-27
2. «Многосигнальная пеленгация на одной частоте как задача разложения сигнала на сумму экспонент» // Грешилов А. А., Плохута П. А. // Вестник МГТУ им. Н. Э. Баумана. Сер. Естественные науки. - 2008. - № 2, c. 67-77.
3. «Многосигнальная пеленгация источников радиоизлучения на одной частоте» // Грешилов А. А., Плохута П. А. // Вопросы защиты информации. - 2008. - № 1, c. 61-67
4. «Газообразные продукты деления и сейсмика как идентификаторы ядерных взрывов». // Грешилов А. А., Лебедев А. Л., Плохута П. А. // Вестник МГТУ им. Н. Э. Баумана. Сер. Естественные науки. - 2009. - № 2, c. 92-115
5. «Учет погрешностей значений координат элементов и параметров антенных систем при определении пеленгов источников радиоизлучения». // Вестник МГТУ им. Н. Э. Баумана. Приборостроение, 2013, № 2, с. 3–14. Соавтор: Скобелев М.М.
6. «Может ли современный студент изучить математику?». // Высшее образование сегодня, № 11, 2013, с. 48–55.
7. «Компьютерные обучающие пособия: пути преодоления математической неграмотности студентов». // Высшее образование сегодня, № 3, 2014, с. 37–41.
8. «Особенности обучения студентов математике в настоящее время». // Инженерный журнал: наука и инновации, № 1(25)/2014, опубл. 05.03.2014.
9. «Способ определения интервальных оценок пеленгов и координат источника радиоизлучения». // Инженерный журнал: наука и инновации, № 2(38)/2015, опубл. 10.04.2015.
10. «Method of identifying a nuclear explosion based on krypton and xenon isotopes». // Высшее образование сегодня, № 3, 2015, с. 76–78.

#### Избранные патенты
1. «Способ многосигнальной пеленгации источников радиоизлучения на одной частоте для круговой антенной системы». Патент РФ № 2497141, 27.10.2013.
2. «Способ определения пеленгационной панорамы источников радиоизлучения на одной частоте». Патент РФ № 2528177, 09.10.2014.
3. «Способ определения наиболее вероятных значений пеленгов источников радиоизлучения на одной частоте». Патент РФ № 2530748, 10.07.2014.
4. «Способ определения с повышенным быстродействием азимутального и угломестного пеленгов источника радиоизлучения и его начальной фазы». Патент РФ № 2539649, 20.01.2015.
5. Method for identifying a nuclear explosion based on krypton and xenon isotopes
  - США: № US896982B2, 03.03.2015
  - Япония: № 5703462, 06.03.2015
  - Китай: № CN102713677, 16.12.2014
  - Израиль: № 220691, 31.10.2015  Соавтор: Лебедев А.Л.
6. «Способ определения характеристик наложившихся друг на друга радиосигналов одной частоты». Патент РФ № 2551115, 20.05.2015.
7. «Способ определения координат источника радиоизлучения». Патент РФ № 2551355, 20.05.2015.

## Наследие и признание
- Методы Грешилова используются в области национальной и мировой безопасности для обнаружения запрещённых ядерных взрывов и контроля соблюдения договоров о нераспространении ядерного оружия.
- Разработанные им подходы к конфлюэнтному анализу и решению некорректных задач применяются в математической физике, распознавании образов, системах прогнозирования и других технических областях.
- Монографии и учебные пособия служат базой для подготовки студентов и аспирантов по высшей математике, статистике и моделированию в инженерных вузах.
- Труды Грешилова внесли вклад в развитие телекоммуникаций (особенно в части построения пятилетних планов) и повышение эффективности радиоэлектронных систем пеленгации.